# Elektric Park Festival
L'Elektric Park Festival, anciennement Inox Park Festival, parfois désigné par son acronyme EPK, est un festival de musique électronique ayant lieu à Chatou dans les Yvelines.
Le festival se déroule sur l'Île des Impressionnistes. La capacité d'accueil de l'espace principal est de 30 000 festivaliers environ. Le festival évolue d'année en année et se compose de quatre à cinq scènes à la programmation différente.
Depuis 2021, Elektric Park est passé sur un format 2 jours, avec une croisière electro pour y accéder et des afters dans différents clubs de la capitale afin de prolonger la fête.

## Histoire
La première édition de ce festival électro, sous le nom d'Inox Park Festival, a lieu en 2010, et est une déclinaison francilienne d'un événement musical toulousain. L'endroit choisi est le parc des Impressionnistes ou plus exactement l'île des impressionnistes à Chatou (le parc des Impressionnistes est sur la rive en face à Rueil-Malmaison).
L'édition 2017 se déroule le 9 septembre. L’événement change de nom et devient l'Elektric Park Festival. Cependant le concept reste le même et se déroule au même endroit.
La dixième édition se déroule le 7 septembre 2019. Pour l'occasion, une croisière est organisée avec des concerts avant de rejoindre le festival en bateau.
Courant mars 2020, la pandémie de Covid-19, qui a pris une envergure mondiale, bouleverse la planification des événements, provoquant l'annulation ou le report de certains, dont les Jeux Olympiques de Tokyo ou l'Electrobeach Music Festival. La 11e édition devait ainsi se dérouler le 5 septembre 2020. Mais les organisateurs sont contraints de l'annuler après l'annonce gouvernementale interdisant les rassemblements de plus de 5 000 personnes jusqu'au mois de novembre.

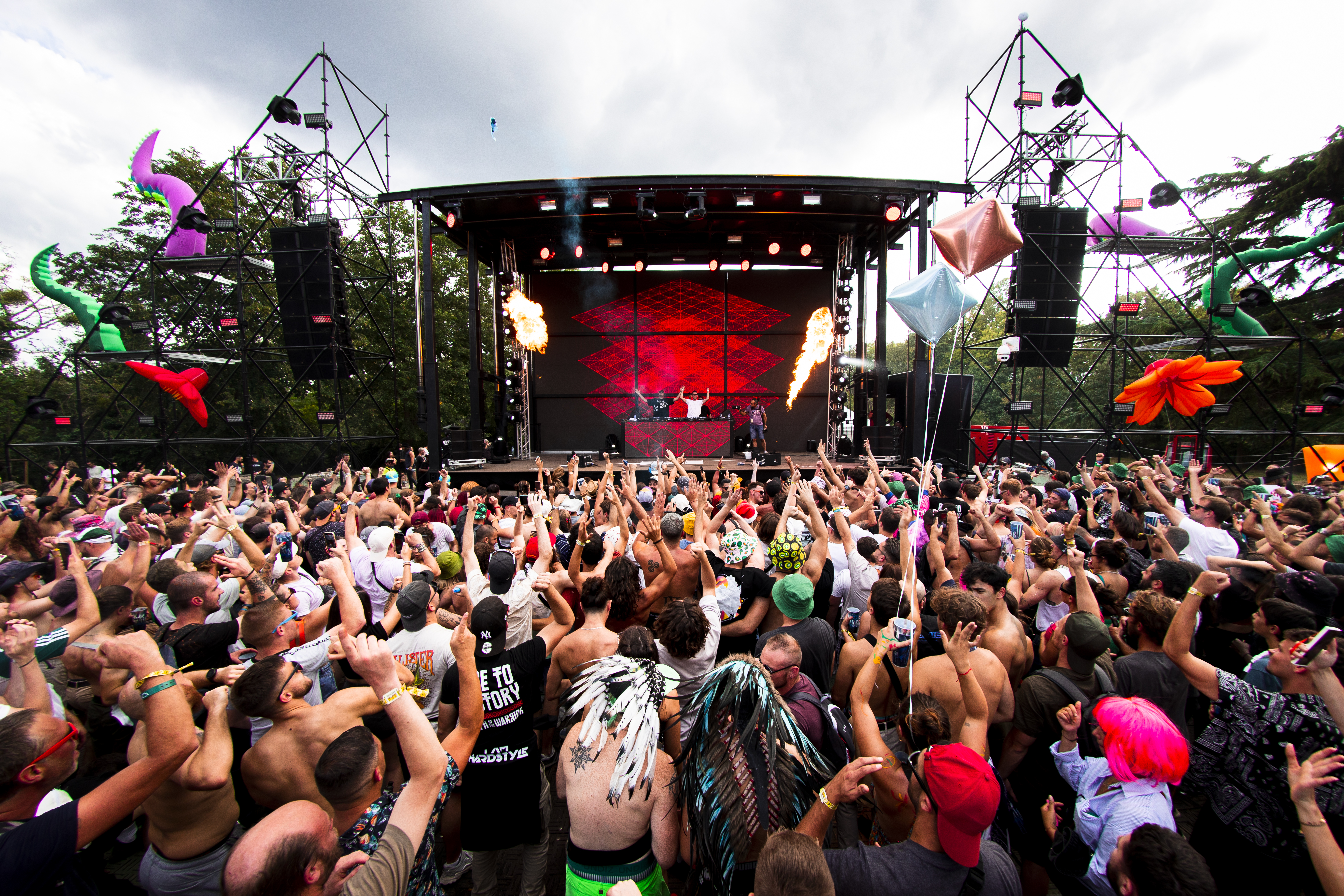
La Red stage lors de l'édition 2023

Cependant, l'année 2021 signe un nouveau départ pour Elektric Park avec un passage du festival sur un format 2 jours avec en prime, une croisière electro pour y accéder et des afters pour prolonger l’aventure toute la nuit. Elektric Park décide d’apporter son soutien aux personnels soignants ayant été mobilisés durant la pandémie de Covid-19 en invitant gratuitement les médecins, infirmier·ères, aides-soignant·es à sa 11ème édition en septembre,,,.
Elektric Park revient pour sa 12ème édition les 3 et 4 septembre 2022, avec plus de 80 artistes répartis sur cinq scènes.
Pour sa 13ème édition, ayant eu lieu le 1er et 2 septembre 2023, Elektric Park a travaillé avec plusieurs labels partenaires comme notamment : Blacklist, Hardstyle & Hardcore France, Alteza Records, Chevry Agency, Circa'99 ou encore Vénus Club. Une croisière et plusieurs Afters ont également été proposés, en plus du festival,.
En 2024 en raison de l'organisation des Jeux olympiques d'été de 2024 à Paris, la 14ème édition est contrainte de se dérouler le 15 juin au lieu du 30 et 31 août.

## Fréquentation
- L'édition 2017 accueille 11 000 personnes[11].
- L'édition 2018 accueille 20 000 personnes[12].
- L'édition 2022 accueille 30 000 personnes[13].

## Logos

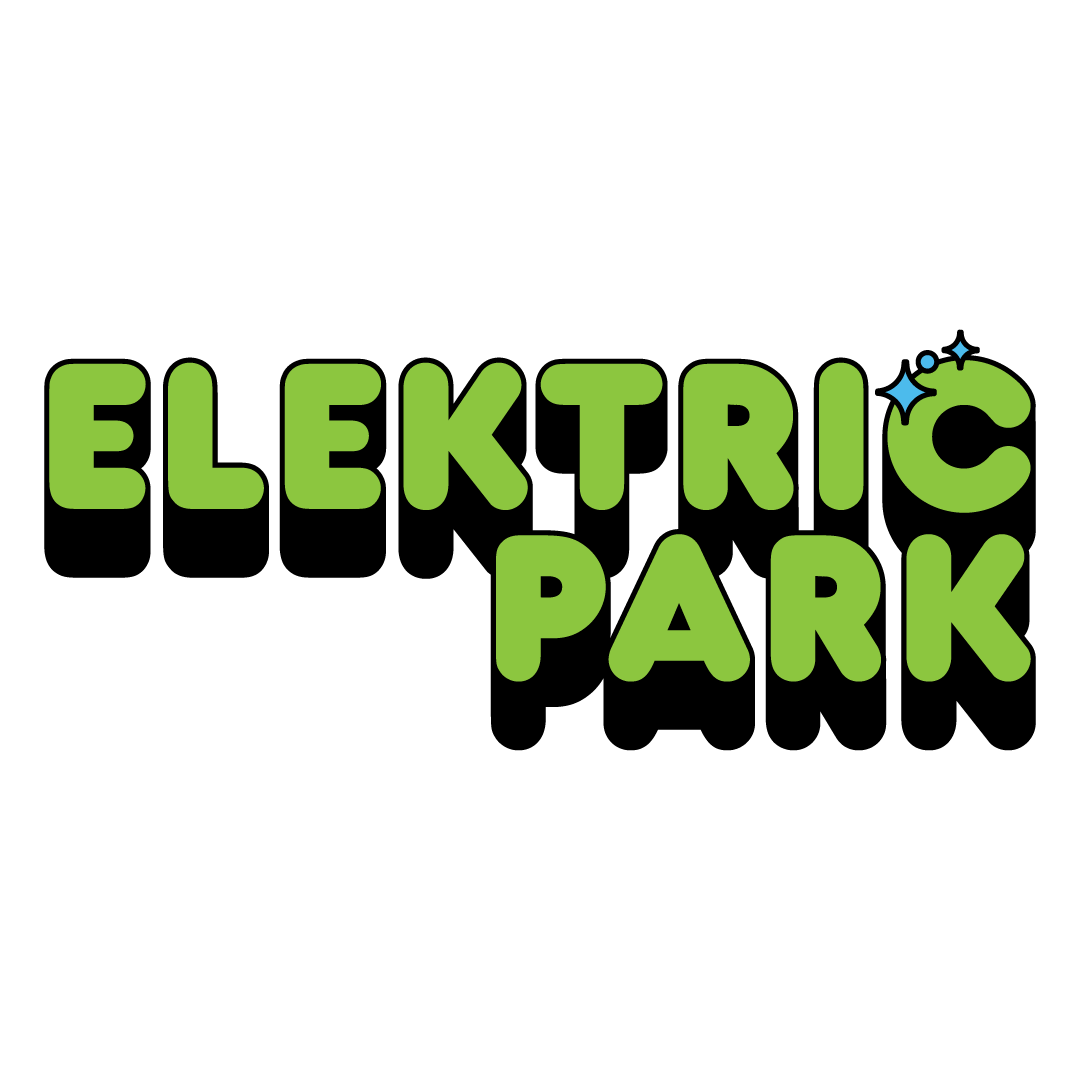
Logo de l'édition 2024 d'Elektric Park